# Kampf um Rom I
Kampf um Rom I (Italiaans: La guerra per Roma I; Roemeens: Bătălia pentru Roma I) is een Duits-Italiaans-Roemeense sandalenfilm uit 1968 onder regie van Robert Siodmak. Het scenario is gebaseerd op de gelijknamige roman uit 1876 van de Duitse auteur Felix Dahn.

## Verhaal
Om Rome te redden wil Cethegus de Byzantijnse en Oost-Gotische mogendheden tegen elkaar uitspelen. Zijn plan lijkt te werken. De Byzantijnen zullen ten strijde trekken tegen de onderling verdeelde Oost-Goten.

## Rolverdeling
| Acteur                | Personage          |
| --------------------- | ------------------ |
| Laurence Harvey       | Cethegus           |
| Orson Welles          | Keizer Justinianus |
| Sylva Koscina         | Keizerin Theodora  |
| Harriet Andersson     | Mathaswintha       |
| Honor Blackman        | Amalaswintha       |
| Robert Hoffmann       | Totila             |
| Michael Dunn          | Narses             |
| Ingrid Boulting       | Julia              |
| Lang Jeffries         | Belisarius         |
| Florin Piersic        | Witichis           |
| Emanoil Petru?        | Teja               |
| Friedrich von Ledebur | Hildebrand         |
| Dieter Eppler         | Thorismund         |
| Ewa Strömberg         | Rauthgundis        |